# Marasmius
Маразмій, Негниючник (Marasmius) — рід грибів родини маразмієві (Marasmiaceae). Назва вперше опублікована 1835 року.

## Поширення та середовище існування
В Україні зустрічаються:
- Marasmius alliaceus - Часничник великий

- Marasmius bulliardii - Маразмій Бюлляра, Негниючник Бюлляра, Опеньок сирний
- Marasmius cohaerens - Маразмій груповий, Негниючник груповий, Негниючник кохаренс[13]
- Marasmius collinus - Маразмій пагорбковий, Негниючник пагорбковий[14]
- Marasmius epiphylloides - Маразмій налистяний, Негниючник налистяний[15]
- Marasmius epiphyllus - Маразмій листовий, Негниючник листовий, Негниючник листопадний[16]
- Marasmius graminum - Маразмій злаковий[17]
- Marasmius hudsonii - Маразмій Гудсонова[18]
- Marasmius oreades - Опеньок луговий
- Marasmius prasiosmus - Часничник дубовий
- Marasmius rotula - Маразмій колесоподібний, Негниючник колесоподібний[19]
- Marasmius scorodonius - Часничник дрібний
- Marasmius undatus - Маразмій хвилястий, Негниючник хвилястий[20]
- Marasmius wynnei - Маразмій Віннея,  Негниючник Віннея[21]

## Значення
Деякі гриби роду істівні (Marasmius oreades, Marasmius cohaerens), проте часто особливої харчової цінності не мають через малі розміри.

## Галерея

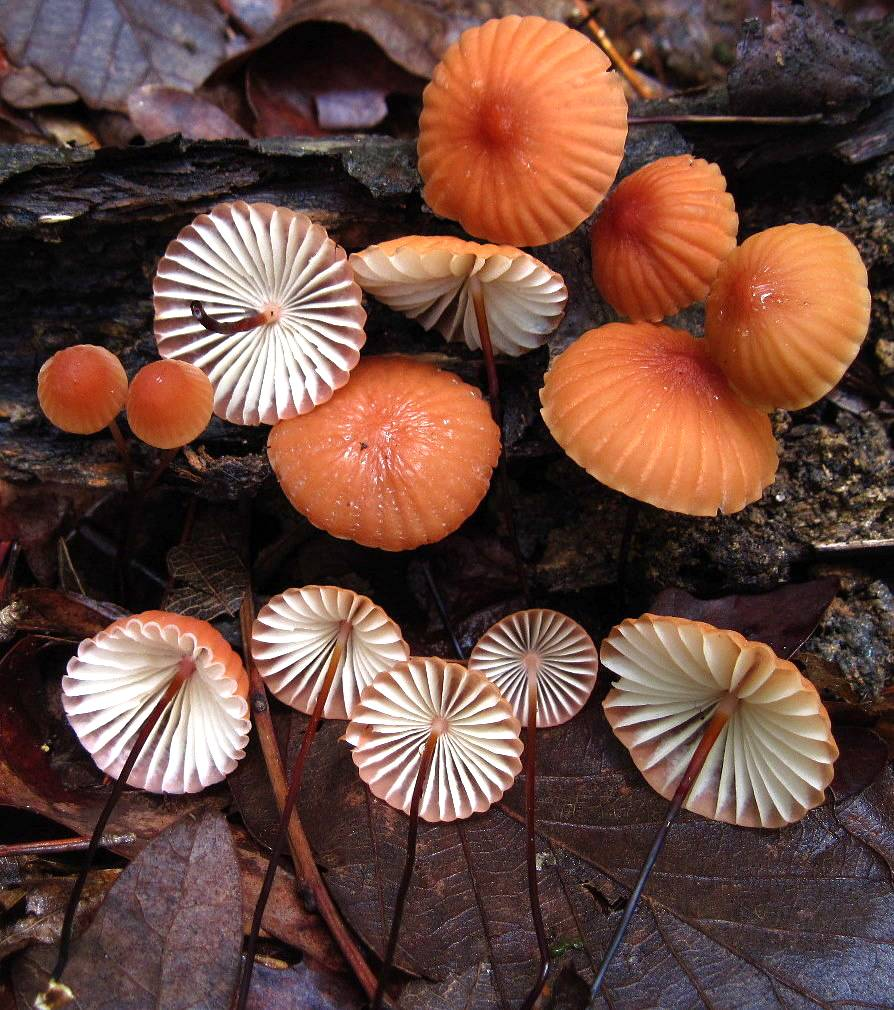
Marasmius fulvoferrugineus
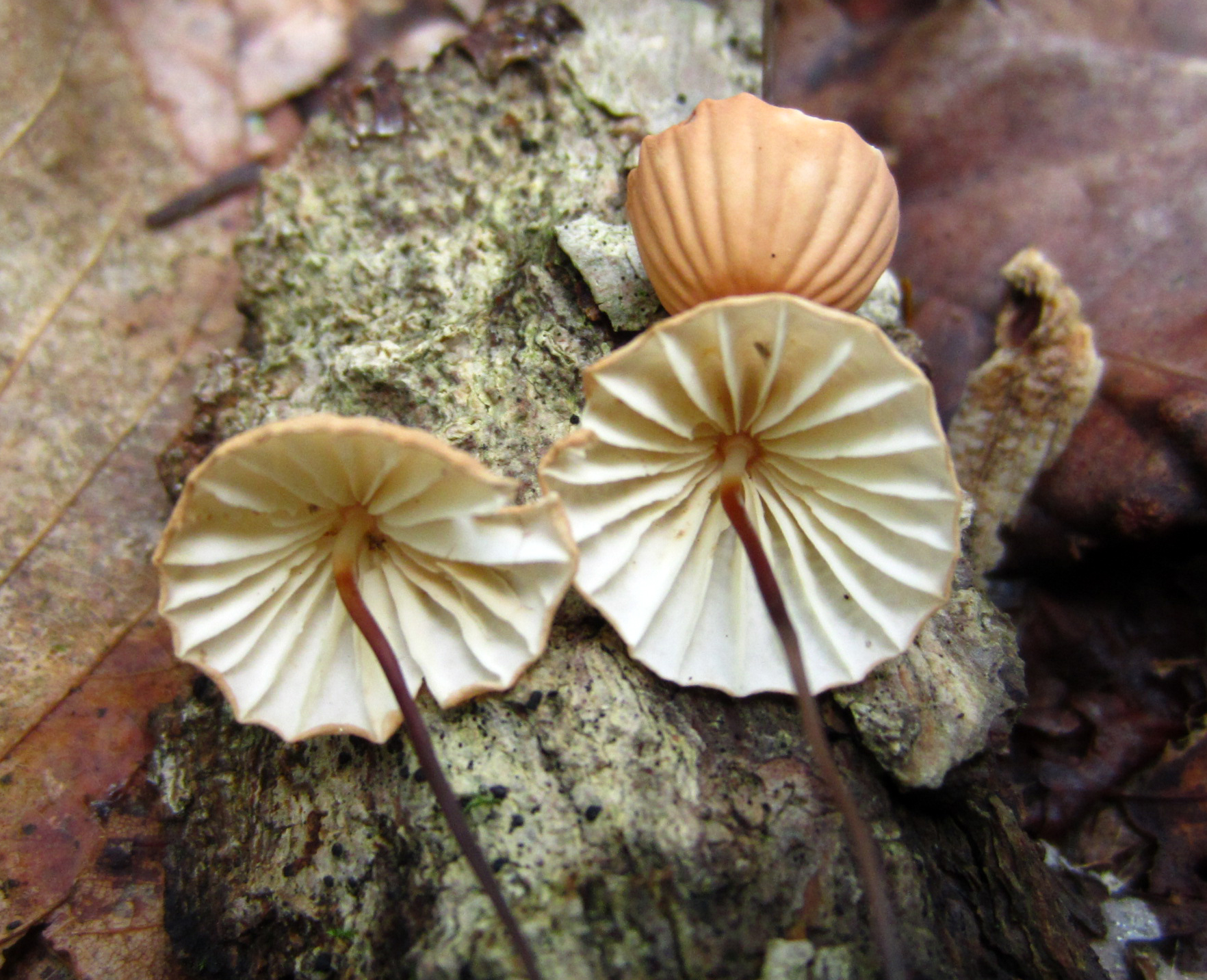
Marasmius siccus
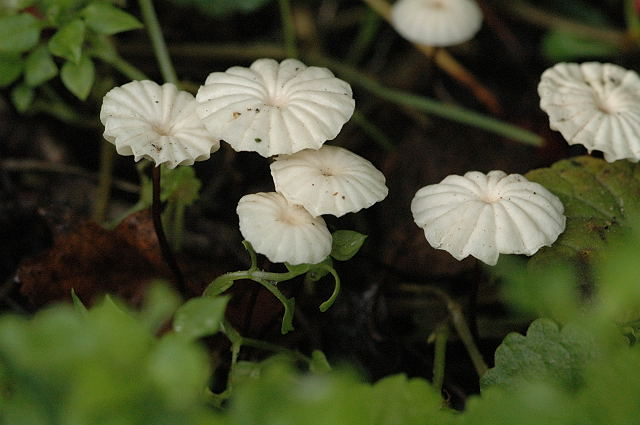
Marasmius rotula